# Il Pompeo
Il Pompeo è un dramma per musica in tre atti del compositore Alessandro Scarlatti. Composto nel 1682 quando Scarlatti aveva 22 anni, fu la sua quarta opera e la prima opera drammatica su un argomento serio e grandioso. L'opera utilizza un libretto in lingua italiana di Nicolò Minato che era stato precedentemente utilizzato da Francesco Cavalli per la sua opera Pompeo Magno del 1666. L'opera fu presentata per la prima volta al Teatro di Palazzo Colonna a Roma il 25 gennaio 1683..

## Ruoli
| Ruolo                              | Tipo di voce                   |
| ---------------------------------- | ------------------------------ |
| Pompeo                             | tenore                         |
| Giulio Cesare                      | basso                          |
| Giulia, figlia di Giulio Cesare    | contralto castrato in travesti |
| Scipione Servilio, amato da Giulia | soprano castrato               |
| Mitridate                          | tenore                         |
| Issicratea, moglie di Mitridate    | soprano castrato in travesti   |
| Sesto, figlio di Pompeo            | alto castrato                  |
| Claudio, figlio di Giulio Cesare   | soprano castrato               |
| Harpalia, schiava di Issicratea    | tenore in travesti             |
| Farnace, figlio di Mitridate       | soprano castrato               |